# Kepler-186
Désignations
- 2MASS J19543665+4357180
- Kepler-186
- KIC 8120608
- KOI-571[2]

Kepler-186 est une étoile de la constellation du Cygne, distante d'environ 582 al. Elle possède au moins cinq exoplanètes dont l'une, Kepler-186 f, est la première planète de taille comparable à la Terre découverte dans la zone habitable de son étoile,.

## Caractéristiques
Kepler-186 est une naine rouge (classe spectrale M1V), située à 178,51 ± 0,78 pc (∼582 al) de la Terre. L'étoile, d'un rayon et d'une masse deux fois plus petits que ceux du Soleil, a une température de surface de l'ordre de 3 800 K (à comparer aux 5 780 kelvins de la surface du Soleil) et possède une métallicité presque deux fois plus faible que le Soleil.

## Système planétaire

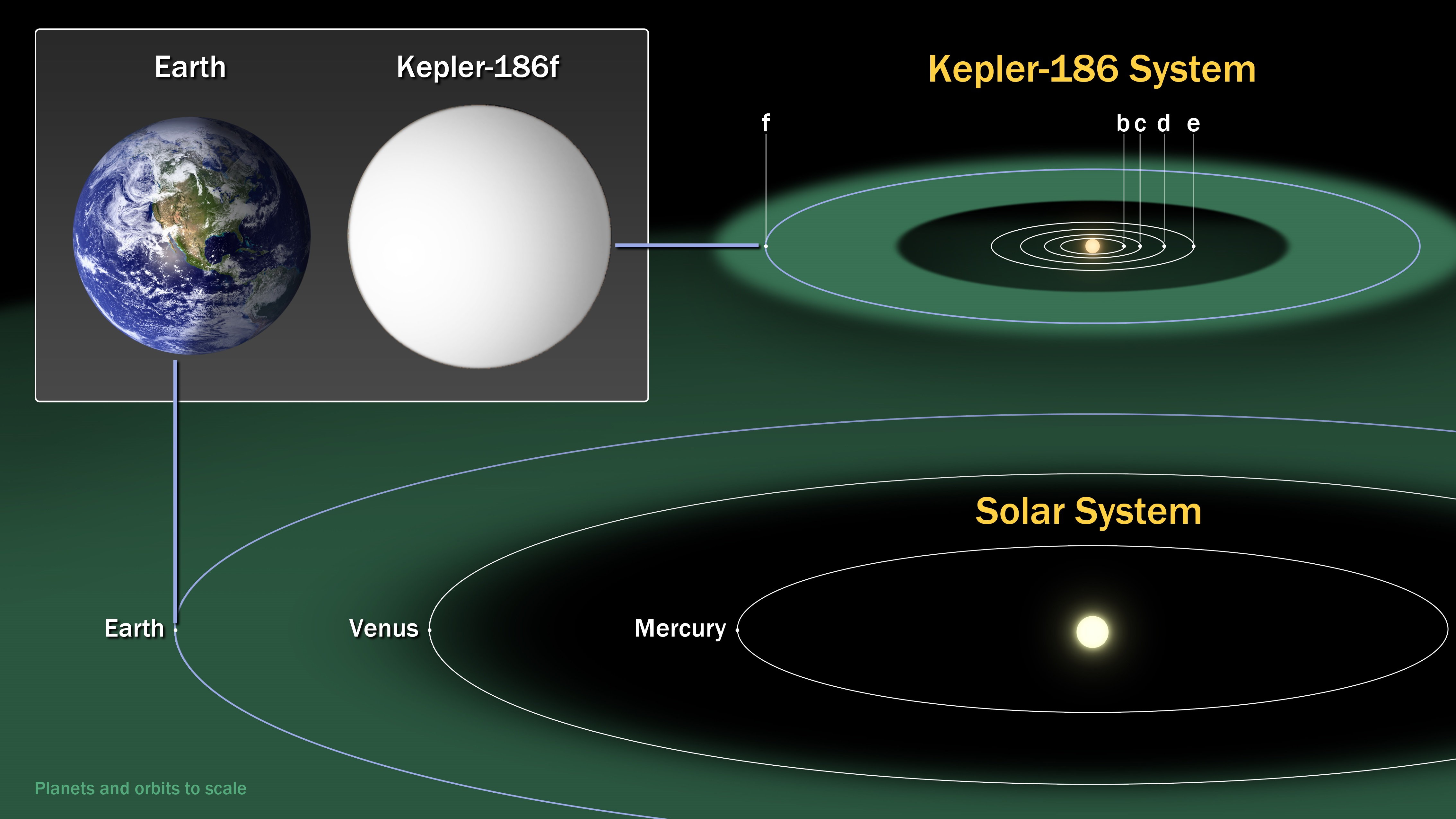
Comparaison du système planétaire de Kepler-186 (en haut) et du système solaire (en bas). Les bandes vertes représentent la zone habitable de chaque système.

Kepler-186 possède un système planétaire. En 2014, on en connait cinq membres, d'un rayon similaire à celui de la Terre (entre 1,07 et 1,4 rayon terrestre).
Les quatre premières planètes connues, Kepler-186 b, c, d et e, sont trop proches de l'étoile (et donc trop chaudes) pour posséder de l'eau liquide à leur surface. On suppose qu'elles sont d'ailleurs probablement verrouillées gravitationnellement.
La cinquième planète connue, Kepler-186 f, est située dans la zone habitable du système. Il semble qu'elle soit assez éloignée de Kepler-186 pour que sa rotation ne soit pas synchrone.
Les simulations de formation planétaire montrent qu'il pourrait exister une planète supplémentaire, de faible masse et qui ne transite pas, entre Kepler-186 e (la plus extérieure des planètes intérieures) et Kepler-186 f (la planète extérieure). Si cette planète existe, les simulations indiquent qu'elle ne peut pas être beaucoup plus massive que la Terre sous peine de déstabiliser le système.

## Observations
Les cinq exoplanètes connues de Kepler-186 sont découvertes par transit grâce au télescope spatial Kepler. L'existence de Kepler-186 b à e est annoncée le 4 mars 2014, celle de Kepler-186 f le 17 avril 2014,,.
| Planète      | Masse | Demi-grand axe (ua) | Période orbitale (jours) | Excentricité | Inclinaison | Rayon   |
| ------------ | ----- | ------------------- | ------------------------ | ------------ | ----------- | ------- |
| Kepler-186 b | —     | 0,034 3             | 3,886 790 7              | < 0,24       |             | 1,07 R🜨 |
| Kepler-186 c | —     | 0,045 1             | 7,267 302                | < 0,24       |             | 1,25 R🜨 |
| Kepler-186 d | —     | 0,078 1             | 13,342 996               | < 0,25       |             | 1,4 R🜨  |
| Kepler-186 e | —     | 0,11                | 22,407 704               | < 0,24       |             | 1,27 R🜨 |
| Kepler-186 f | —     | 0,356               | 129,945 9                | < 0,34       |             | 1,11 R🜨 |